# Dionysia hedgei
Dionysia hedgei är en viveväxtart som beskrevs av Per Wendelbo. Dionysia hedgei ingår i Dionysosvivesläktet som ingår i familjen viveväxter. Inga underarter finns listade i Catalogue of Life.